# Hans Seidenather
Hans Karl Seidenather (* 23. September 1908 in Frankfurt am Main; † 4. September 1994 in Hofheim am Taunus) war ein deutscher römisch-katholischer Geistlicher und von 1974 bis 1979 Generalvikar des Bistums Limburg.

## Leben
Nach seiner Priesterweihe am 8. Dezember 1932, feierte Seidenather am 11. Dezember 1932 in der Pfarrkirche St. Josef seine Primiz und war anschließend zunächst Kaplan in Eckenheim von 1940 bis 1943. Er wirkte als erster Jugendpfarrer und Gefängnisseelsorger in Frankfurt, Präses der Kolpingfamilie und gleichzeitig als geistlicher Rektor des Kolpinghauses. Von 1943 bis 1979 war er Diözesancaritasdirektor und ab 1955 Leiter des Bau- und Finanzreferates im Bischöflichen Ordinariat Limburg. Er wurde 1955 ins Limburger Domkapitel aufgenommen. 1972 wurde er Dezernent für das Dezernat Kirchliche Dienste. Bischof Wilhelm Kempf ernannte Seidenather 1974 zum Generalvikar des Bistums Limburg.

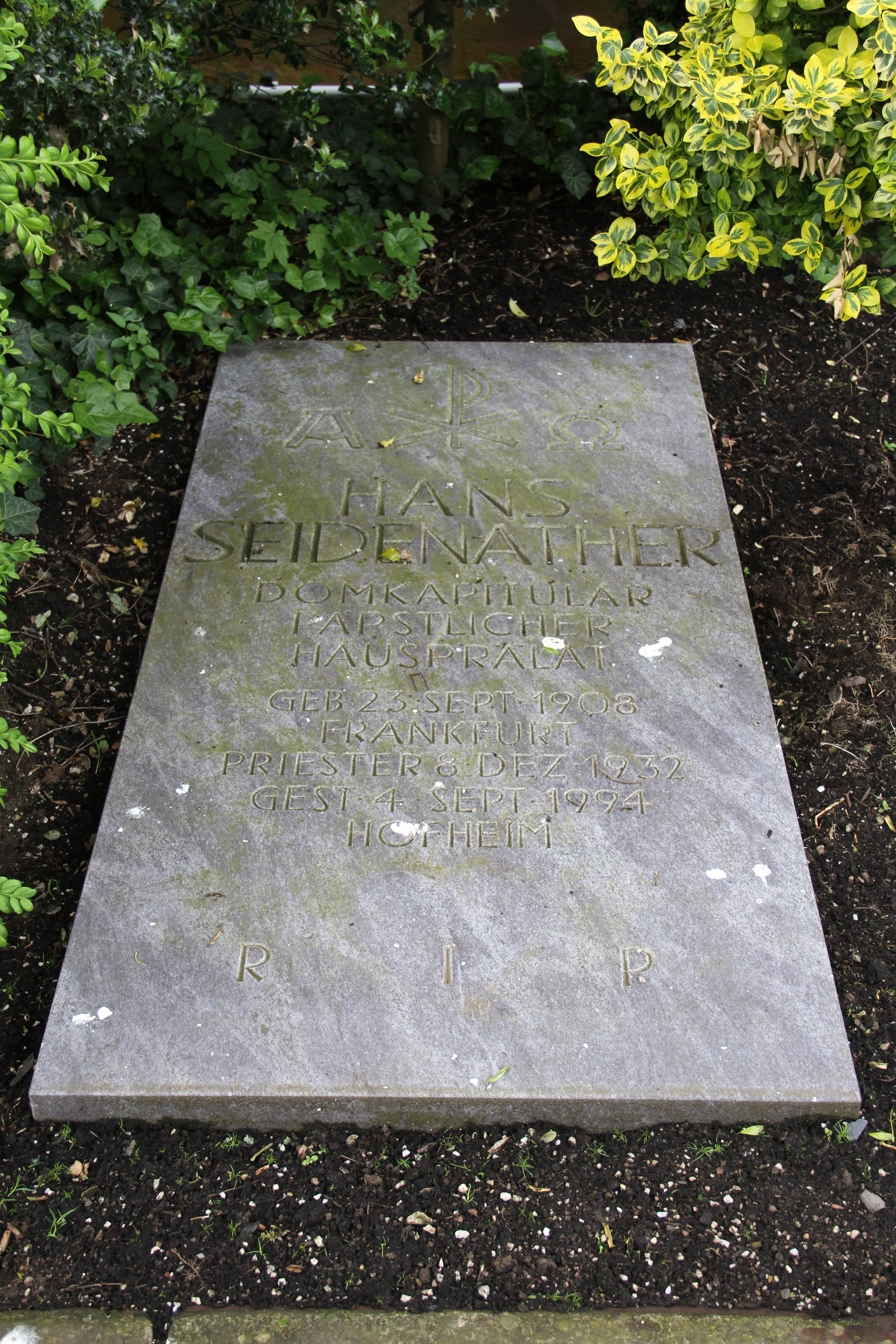
Grab Hans Seidenathers auf dem Friedhof am Limburger Dom

## Auszeichnungen
- Päpstlicher Hausprälat
- 1990: Bundesverdienstkreuz (I. Klasse)
- 1993: Johanna-Kirchner-Medaille